# De Miseria Condicionis Humane
O pohrdání světem a o nicotnosti člověka (orig. Liber de contemptu mundi, sive De miseria humanae conditionis) je asketický traktát středověkého kardinála Lothara, pozdějšího papeže Inocence III. Tato kniha byla ve 12.–14. století neobyčejně rozšířena. Autor zamýšlel napsat i druhou část svého traktátu, kterou již nechtěl věnovat nicotnosti člověka, ale jeho velikosti. Svůj úmysl ovšem nesplnil.

## Kritika
Proti tomuto asketickému dílu byl zaměřen traktát Giannozza Manettiho „O důstojnosti a skvělosti člověka“, věnovány kráse a velikosti člověka. Ve své knize nesouhlasí Manetti s úvahami Inocence III., jež byly z hlediska životně optimistické humanistické koncepce světa a člověka nesmyslné.